# 나의 나라
《나의 나라》는 JTBC에서 2019년 10월 4일부터 2019년 11월 23일까지 방송된 금토 드라마이다.

## 기획의도
고려 말 조선 초를 배경으로 각자의 신념이 말하는 '나의 나라'를 두고 서로에게 칼끝을 겨누며 권력과 수호에 관한 욕망을 폭발적으로 그려낸 액션 사극

## 등장 인물

### 주요 인물
- 양세종 : 서휘(모티브: 정종성) 역 (아역 : 문우진) - 이성계의 휘하로 북방을 호령했던 장수 서검의 아들. 연의 오라버니.
- 우도환 : 남선호(모티브: 남경수) 역 (아역 : 김강훈) - 사복시정 남전의 차남. 준수한 외모, 여유 있는 미소, 뛰어난 통찰력, 문무를 겸비한 인재.
- 김설현 : 한희재 역 (아역 : 엄서현) - 아버지를 알지 못하는 기생 한씨의 딸로, 권력과 저자의 모든 정보를 아우르는 정보 집단인 이화루에서 자랐으나 기생은 되지 않은 인물. 휘의 정인. 이화루 행수.
- 장혁 : 이방원 역 (아역 : 지은성) - 일찍이 ‘하늘을 뒤덮는 영기’ 라는 극찬을 들을 정도의 기재.
- 김영철 : 이성계 역 - 위론 북방을 호령하고 아래론 왜구를 격퇴한, 이전에도 없었고 앞으로도 없을 전설의 무장이자 썩어빠진 고려를 뒤집어 새로운 나라, 조선을 개국한 태조.
- 안내상 : 남전(모티브: 남은) 역 - 남씨 가문의 차남으로, 훗날 영의정에까지 오르는 형과 자신보다 뛰어난 아우 사이에서 열패감을 느끼며 성장했다. 선호의 아버지. (1회 ~ 12회)
- 유오성 : 서검(모티브: 정몽주) 역 - 고려 제일검이자 고려의 충신. 이방원의 스승

### 휘의 사람들
- 조이현 : 서연 역 (아역 : 박소이) - 휘의 누이 동생. 편견 없이 자신을 대하는 선호를 오랫동안 연모하고 있다. (1회 ~ 10회)
- 지승현 : 박치도(모티브: 조영규) 역 - 뛰어난 무관이자 전략가. 명석한 두뇌와 치밀한 전략. 진중하고 리더십 있는 인물.
- 인교진 : 박문복 역 - 염장이 출신. 돈 때문에 식구를 잃은 상처가 너무도 커, 돈에 환장한 것처럼 보이나 마음만은 누구보다 따스한 인물. 화월의 남편.
- 이유준 : 장정범 역 - 노비 출신. 장비를 연상시킬 정도로 뛰어난 무력의 소유자. 무뚝뚝하지만 잔정 많은 인물.

### 이화루 사람들
- 장영남 : 행수 서설 역 - 이화루 전 행수. 냉철하고 권위적이며 수세에 빠르고 일희일비하지 않는 신중함을 지녔다. 지금의 이화루를 만든 인물. (1회 ~ 10회)
- 홍지윤 : 화월 역 - 이화루의 기생. 희재의 벗. 문복의 처.
- 장도하 : 결 역 - 이화루의 칼.

### 방원의 사람들
- 미상 : 이숙번 역 - 이방원의 심복 (11회)
- 김재영 : 태령(모티브: 조영무) 역 - 갑조의 조장. 금군 출신으로, 검에 관한 한 누구에게도 쉽게 지지 않는 상당한 무공의 소유자. 방원의 3보 안에 들 수 있는 유일한 인물. 방원을 위해서 라면 목숨까지 바칠 수 있다.
- 김서경 : 천가(모티브: 박은) 역 - 갑조 일원으로, 병조를 관리. 포악하기가 그지없는 인물로 쌍 낫을 쓴다. 살인을 하는 데 거침이 없는 야차(夜叉). 더러운 일은 자신이 도맡아 하는 데다 그럼에도 태령보다 상작이 높지 못한 데 열등감이 있는 인물.

### 그 외 인물
- 이현균 : 이방간 역 - 이성계의 넷째. 무에 능하고 성격이 괄괄하여 얼핏 보면 용맹하나 살펴보면 사납다. 왕위 계승에 야심과 호기가 있었으나, 위세와 인격, 공훈이 방원에 미치지 못하여 항상 시기하며 의심하고 불안한 가운데 있었던 인물.
- 박예진 : 신덕황후 강씨 역 - 기개가 웬만한 장수 못지않은 지색을 겸비한 여장부. 성별과 신분이 크게 중요하지 않을 정도로 깨어있는 인물. (3회 ~ 11회)
- 미상 : 이양우 역 (11회) - 이성계의 조카
- 미상 : 정도전 역 (11회 ~ 12회) - 이성계의 최측근
- 미상 : 심효생 역 (12회) - 이방석의 장인
- 미상 : 이색 역 (4회) - 고려의 유학자
- 김동원 : 황성록(모티브: 아이신기오로 먼터무) 역 - 이성계의 시위장. 여진족 출신으로 잔인하며 흉포하고, 통증을 느끼지 않아서 두려움 또한 없다.
- 이나경 : 차수 역 - 이화루의 기생.
- 김대곤 : 강개 역
- 김광식 : 정사정 역
- 이시우 : 남민호 역
- 최고 : 이방번 역
- 최성희 : 수향 역
- 이용규
- 민정섭
- 최교식
- 서정훈
- 공호석
- 김준형
- 배성일
- 윤여학
- 문성복
- 김재흥
- 이효제 : 이방석 역 (아역 : 김민호) - 이성계의 여덟 번째 아들. 신덕왕후의 소생
- 김민호 : 서휘를 닮은 병사 역
- 이동현
- 양희성 : 투전꾼 역
- 이윤선
- 서희 : 기생 역
- 엄지성 : 도원 역
- 김수하
- 김서원 : 이방과 역
- 안서연 : 정순공주 역
- 박기륭
- 최시훈
- 손경원 : 병조전서 역

### 특별출연
- 유오성 : 서검 역 - 휘와 연의 아버지.
- 이상훈 : 고려 금군 역 - 벽서범 잡으러 선호를 뒤쫓던 병사.
- 곽선영 : 한씨 역 - 이화루 기생, 희재의 어머니.
- 김윤서 : 선호의 어머니 역 - 남전 댁의 노비 출신 몸종

## 시청률
최저 시청률과 최고 시청률은 시청률 조사회사와 지역별로 시청률에 차이가 있을 수 있습니다.
| 2019년      | 2019년      | 2019년                                                 | 2019년         | 2019년       |
| 회차        | 방송일      | 부제                                                   | AGB 시청률     | AGB 시청률   |
| 회차        | 방송일      | 부제                                                   | 대한민국(전국) | 서울(수도권) |
| ----------- | ----------- | ------------------------------------------------------ | -------------- | ------------ |
| 제1회       | 10월 4일    | 서면 그저 땅일 뿐이나 걸으면 길이 된다, 길을 내 보아라 | 3.512%         | 3.777%       |
| 제2회       | 10월 5일    | 죽을 힘을 다할 거다, 상대가 아무리 너라고 해도         | 3.846%         | 3.983%       |
| 제3회       | 10월 11일   | 세상에 그저 죽어도 되는 목숨 같은 건 없소              | 3.759%         | 3.910%       |
| 제4회       | 10월 12일   | 제 곁에 서세요.. 감히 앞에 서려 하지 말고              | 4.839%         | 4.999%       |
| 제5회       | 10월 18일   | 누군가는 피를 흘릴 것이나, 우리는 아닐 것이다          | 4.209%         | 4.252%       |
| 제6회       | 10월 19일   | 네가 사는 세상으로 내가 갈게                           | 4.989%         | 5.239%       |
| 제7회       | 10월 25일   | 널 살리려 했던 걸 후회한다 진심으로                    | 4.704%         | 4.662%       |
| 제8회       | 10월 26일   | 저는 가질 때까지 물러서지도 포기하지도 않습니다!       | 4.873%         | 5.239%       |
| 제9회       | 11월 1일    | 우리 다신 이렇게 보지 말자…                            | 4.594%         | 4.692%       |
| 제10회      | 11월 2일    | 오라비 조금만 더 있다 갈게…                            | 4.874%         | 4.483%       |
| 제11회      | 11월 8일    | 난, 남전만 부숴버리면 그뿐이요…                        | 4.412%         | 4.706%       |
| 제12회      | 11월 9일    | 우리들의 끝, 여기인 것 같다…                           | 4.761%         | 4.844%       |
| 제13회      | 11월 15일   | 네 세상만은 내가 죽여야겠다…                           | 3.623%         | 3.837%       |
| 제14회      | 11월 16일   | 이건 방간의 난이라 해야겠구나                          | 4.283%         | 4.307%       |
| 제15회      | 11월 22일   | 지켜줘서 고맙다…                                       | 3.900%         | 4.157%       |
| 제16회      | 11월 23일   |                                                        | 3.951%         | 4.032%       |
| 평균 시청률 | 평균 시청률 | 평균 시청률                                            | 4.321%         | 4.445%       |

## 참고 사항
- JTBC 금토드라마 《마녀보감》 이후, 3년만에 사극 작품이다.
- 10월 3일 《나의 나라 : 서막》 프롤로그 편성.
- 이 화면은 레터박스로 구성되었다.

## 같이 보기
- 대한민국의 텔레비전 드라마 목록 (ㄴ)
- 2019년 대한민국의 텔레비전 드라마 목록